# Jean-Paul Martin du Gard
Jean-Paul Marc Pierre Martin du Gard (ur. 3 maja 1927 w Paryżu, zm. 26 lutego 2017 tamże) – francuski lekkoatleta, sprinter, mistrz Europy z 1954.
Specjalizował się w biegu na 400 metrów. Zajął 4. miejsce w sztafecie 4 × 400 metrów (w składzie: René Leroux, Francis Schewetta, Martin du Gard i Jacques Lunis) na mistrzostwach Europy w 1950 w Brukseli. Na igrzyskach olimpijskich w 1952 w Helsinkach francuska sztafeta 4 × 400 metrów w składzie: Jean-Pierre Goudeau, Robert Bart, Jacques Degats i Martin du Gard zajęła 6. miejsce w finale.
Zdobył złoty medal w sztafecie 4 × 400 metrów na mistrzostwach Europy w 1954 w Bernie. Sztafeta francuska biegła w składzie: Pierre Haarhoff, Degats, Martin du Gard i Goudeau. Martin du Gard wystąpił także w biegu na 400 metrów, w którym odpadł w półfinale. Na igrzyskach olimpijskich w 1956 w Melbourne odpadł w ćwierćfinale biegu na 400 metrów i w eliminacjach sztafety 4 × 400 metrów (Francuzi biegli w składzie: Degats, Martin du Gard, Goudeau i Haarhoff).
Martin du Gard zdobył srebrny medal w biegu na 400 metrów na Akademickich Mistrzostwach Świata (UIE) w 1953 w Budapeszcie. Zwyciężył w sztafecie 4 × 400 metrów na igrzyskach śródziemnomorskich w 1951 w Aleksandrii i w 1955 w Barcelonie.
Był mistrzem Francji w biegu na 200 metrów w 1955, wicemistrzem w biegu na 400 metrów w 1953 i 1956 oraz brązowym medalistą na 400 metrów w 1950 i 1954.
Trzykrotnie poprawiał rekord Francji w sztafecie 4 × 400 metrów do wyniku 3:08,7 (29 sierpnia 1954 w Bernie).